# 遠藤彩斗
遠藤 彩斗（えんどう あやと、2000年6月19日 - ）は、日本の男子バドミントン選手。明治大学のバドミントン部所属。

## 経歴
東京都で生まれる。小学2年生の頃にバドミントンを始め、青梅ジュニアバドミントンクラブに所属。小学4年生から同い年の武井優太とペアを組み始める。
その後は埼玉栄中学校、埼玉栄高校と進学。2018年、第69回の高総体にて、準優勝を果たす。
2020年からは明治大学に進学。バドミントン部に所属。2021年のインカレでは、団体戦、個人戦のダブルスをともに優勝し、見事2冠を達成した。翌年の2022年のインカレでもダブルスを優勝し、見事個人戦2連覇を達成している。
2022年からは、バドミントン日本代表のナショナルチームB代表に選手されており、国際大会では、サント・ドミンゴ・オープン、モンゴル・インターナショナルチャレンジ、カナダ・オープン、アイルランド・オープンで優勝。
2023年からはナショナルチームＡ代表に選出され、更なる期待が見込まれている。